# George Vella
George William Vella (Żejtun, Malta, 24) és un metge i polític maltès. És president de Malta des del 4 d'abril de 2019. Va ser ministre de Relacions Exteriors entre el 1996 i el 1998 i novament entre el 2013 i el 2017.
Ha estat membre del parlament des de 1978.